# Campeonato Mundial de Ciclismo de Montaña de 2027
El XXXVIII Campeonato Mundial de Ciclismo de Montaña se celebrará en Alta Saboya (Francia) en el año 2027, bajo la organización de la Unión Ciclista Internacional (UCI) y la Unión Ciclista de Francia.